# Emberá-Wounaan
Emberá-Wounaan je indiánská rezervace v Panamě  (další možná česká pojmenování mohou být výrazy indiánský region nebo indiánské teritorium). Přesný španělský název je „comarca indígena“. Pojem comarca je tradiční název pro administrativní dílčí územní celky Španělska a jeho bývalých kolonií. Panamské comarcas indígenas jsou území, kde podstatnou část obyvatelstva tvoří původní indiánské kmeny.
Nachází se na východě státu. Zabírá 5,92 % rozlohy celé Panamy a žije zde 0,29 % panamské populace. Z hlediska administrativně-územního členění Panamy je Emberá-Wounaan na stejné úrovni jako 9 panamských provincií a 2 další indiánská teritoria. Emberá-Wounaan je tvořena dvěma oddělenými distrikty. Jedná se o Cémaco (3 097,5 km², 7 715 obyvatel) s hlavním městem Unión Chocó a Sambú (1 296,4 km², 2 286 obyvatel) s hlavním městem Puerto Indio.

## Obyvatelstvo
V roce 2010 zde žilo 10 001 osob. Etnické složení populace bylo:
- 9 433 lidí indiánského původu, z toho 7 736 osob z etnika Emberá a 1 614 z kmene Wounaan
- 200 lidí afrického původu